# Bonjale
Bonjale (or Bonjare) est une localité du Cameroun, située dans l'arrondissement de Bamusso, le département du Ndian et la Région du Sud-Ouest.

## Population
Lors du recensement national de 2005, Bonjale comptait 202 habitants.
En 2011, une enquête de terrain estime la population à 640 personnes, réparties dans les groupes ethniques des Oroko et Grassfields.

## Géographie
La localité se trouve dans la réserve de la forêt de Mokoko.